# Palais Ostein

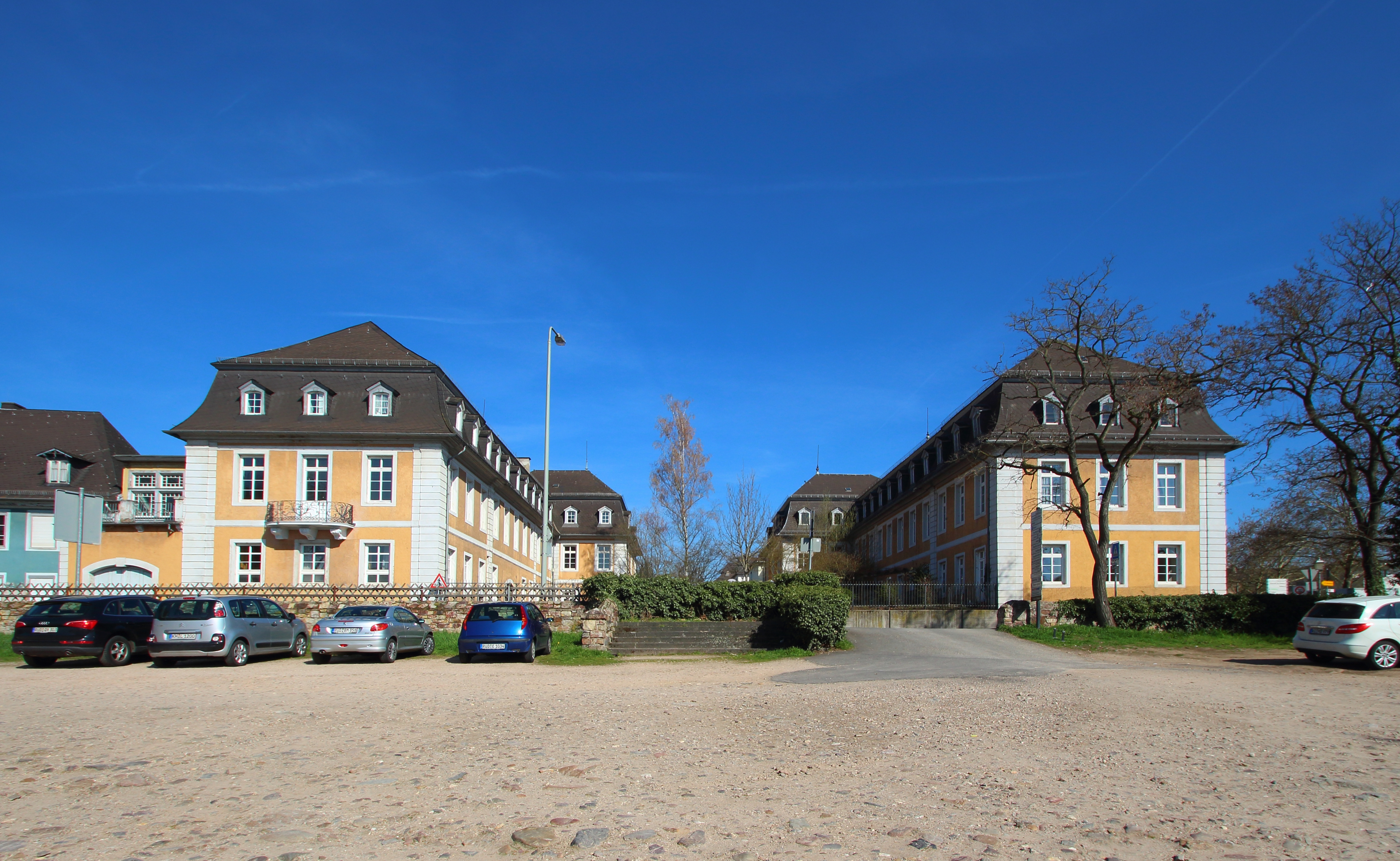
Blick in den Ehrenhof des Palais und die U-förmige Anlage

Palais Ostein ist ein 1766–1771 erbauter ehemaliger Adelssitz des Grafen Johann Friedrich Karl Maximilian von Ostein in Geisenheim.

## Geschichte
Auf einem Teil des Geländes des Kronberger Hofes, der sich seit 1732 im Besitz der Familie Ostein befand, so wie auf weiteren, dazu erworbenen Grundstücken, ließ sich Johann Friedrich Karl Maximilian von Ostein ab 1766 ein Palais nach Entwürfen von Johann Valentin Thoman errichten. Um das Palais entstand ein Französischer Park, nördlich daran angrenzend ein Englischer Garten mit Orangerie. Die Idee eines Landschaftsparks hatte von Ostein bereits ab 1764 im Park auf dem Niederwald entwickelt.
Durch Verkauf wurde die Anlage 1809/1811 geteilt. Oberstleutnant von Gontard erwarb Westflügel und Mitteltrakt, welchen er 1812 abreißen ließ. Der Ostflügel, zunächst erworben vom Grafen von Degenfeld, wurde 1813 an die Familie Dressel und den Weinhändler Friedrich August von Lade verkauft. Hier kam 1817 Heinrich Eduard von Lade zur Welt. 1849 wurde Familie Brentano Eigentümerin des Ostflügels, der durch Erbgang, nachdem Tochter Anna Charlotte Gabrielle Margarete Freiin von Brentano am 7. Oktober 1912 den Marineoffizier Ernst Alfred Andreas Albrecht Freiherr von Freyberg-Eisenberg-Allmendingen heiratete, an die Familie Freyberg-Eisenberg-Allmendingen fiel, nach welcher das Gebäude seinen heutigen Namen Freyberghaus hat. Drei der fünf Kinder des Paares wurden dort geboren, im Juni 1944 auch der Enkel Pankraz Freiherr von Freyberg, Sohn des gefallenen Ober- und Truppenarztes Dr. med. Burkhardt Freiherr von Freyberg-Eisenberg-Allmendingen (geb. 29. Juli 1913 in Geisenheim/Rheingau, gestorben in Risan bei Kotor/Montenegro am 7. November 1944) geboren.
Die St. Ursula-Schule erwarb bereits 1925 den Westflügel (heute: St. Marien) und 1964 den Ostflügel, um dort Internats- und Schulräume unterzubringen. Beide Gebäude stehen aus Brandschutzgründen seit 2006 weitgehend leer. Vom ehemals berühmten Park hat sich heute nur ein kleiner Teil Richtung Norden erhalten. Ein nach Osten an das Palais angrenzender Marstall wurde in den 1970er Jahren abgebrochen, dort befindet sich heute der Ursulinenplatz.

## Beschreibung
Die verbliebenen Flügelbauten der ursprünglich hufeisenförmigen Anlage sind je zweigeschossig und erstrecken sich über elf Achsen. Nach Norden hin Anschlussbauten an den ehemaligen Mitteltrakt. Auf den dem Innenhof abgewandten Seiten schließen sich eingeschossige Gartenpavillons auf rechteckigem Grundriss mit hervortretenden Erkern an, von denen sich der östliche Pavillon weitgehend im Originalzustand mit wertvollen Stuck- und Malarbeiten befindet. Die Innenausstattung erfolgte durch den Kurmainzer Hofstuckateur Johann Peter Jäger und dem Maler Christian Georg Schütz d. Ä. Bemerkenswert sind der Spiegelsaal sowie die Bibliothek, das sogenannte „Köpfezimmer“, mit Medaillons griechischer und römischer Weiser. Die Zimmer und Flure zeichnen sich durch hochwertige Stuckarbeiten und Malereien sowie zahlreiche Marmorkamine aus.

## Galerie

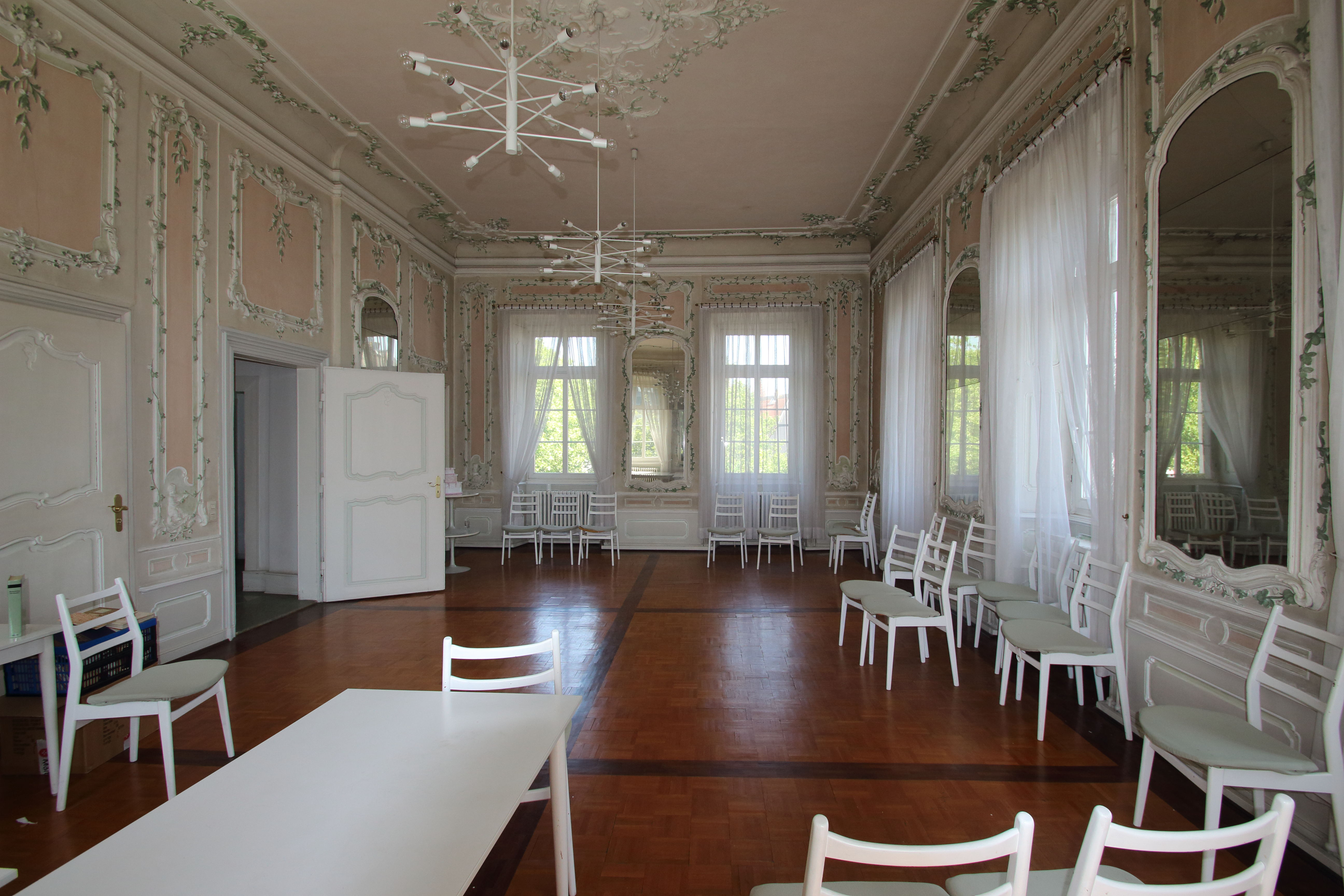
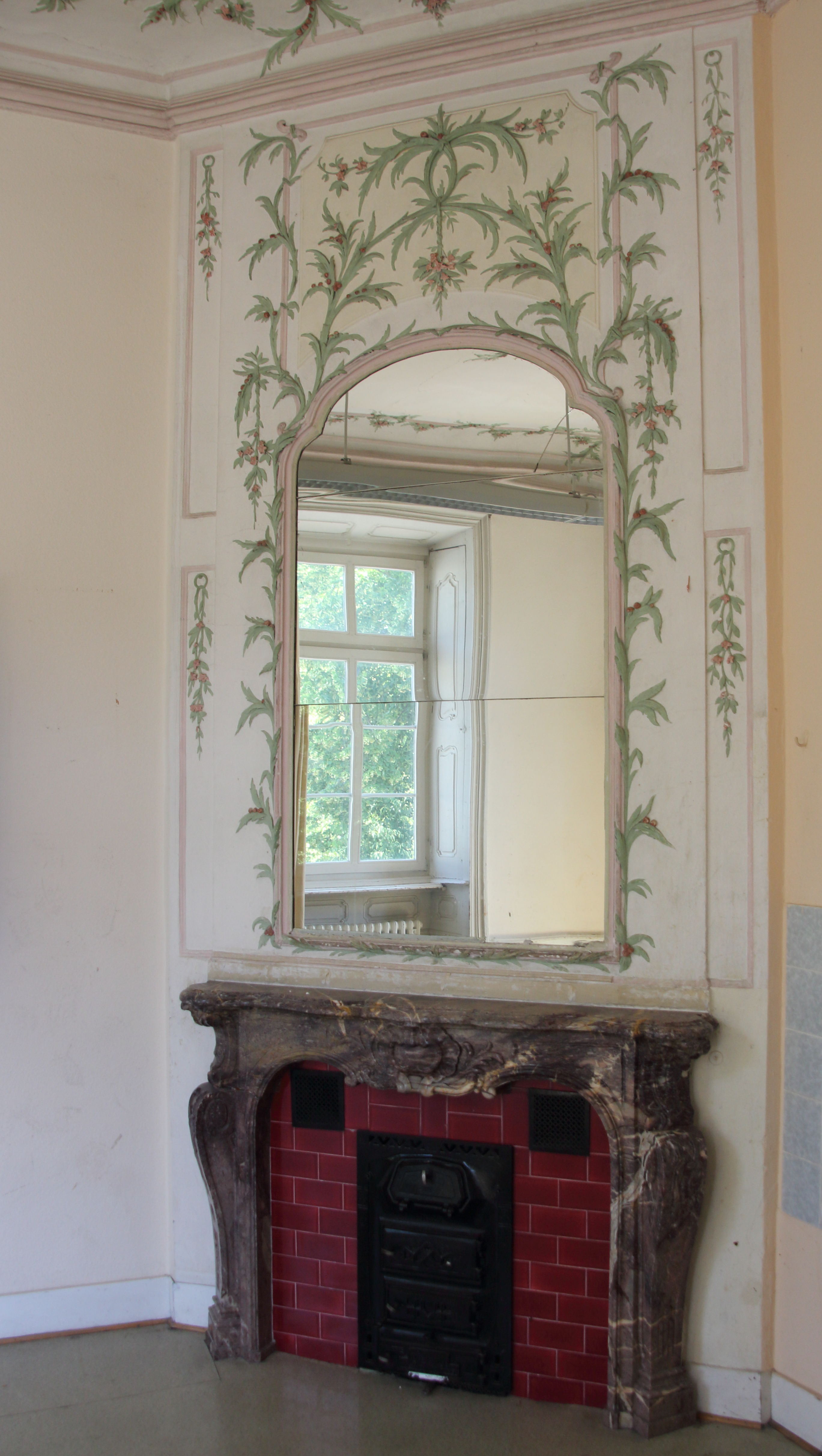
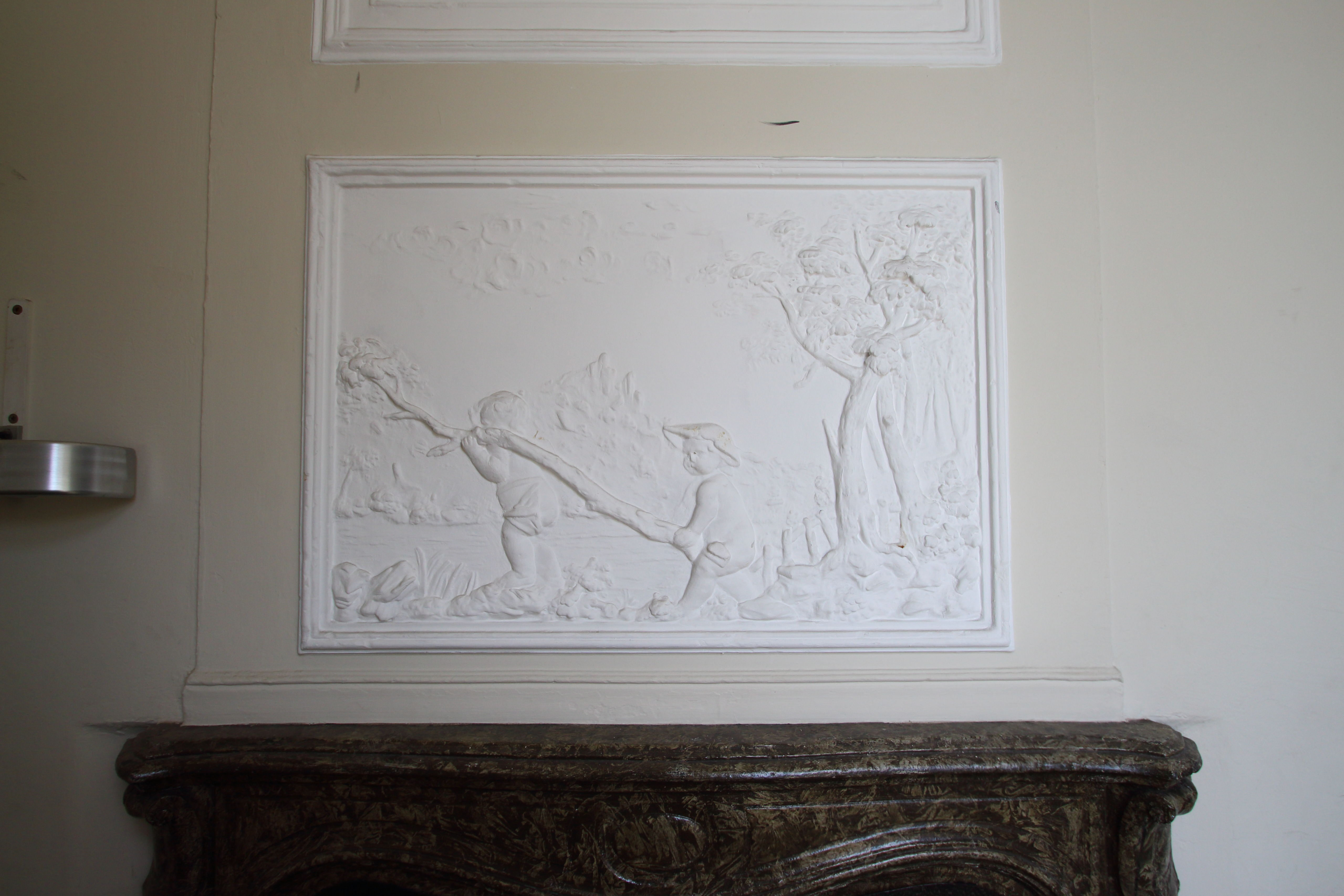
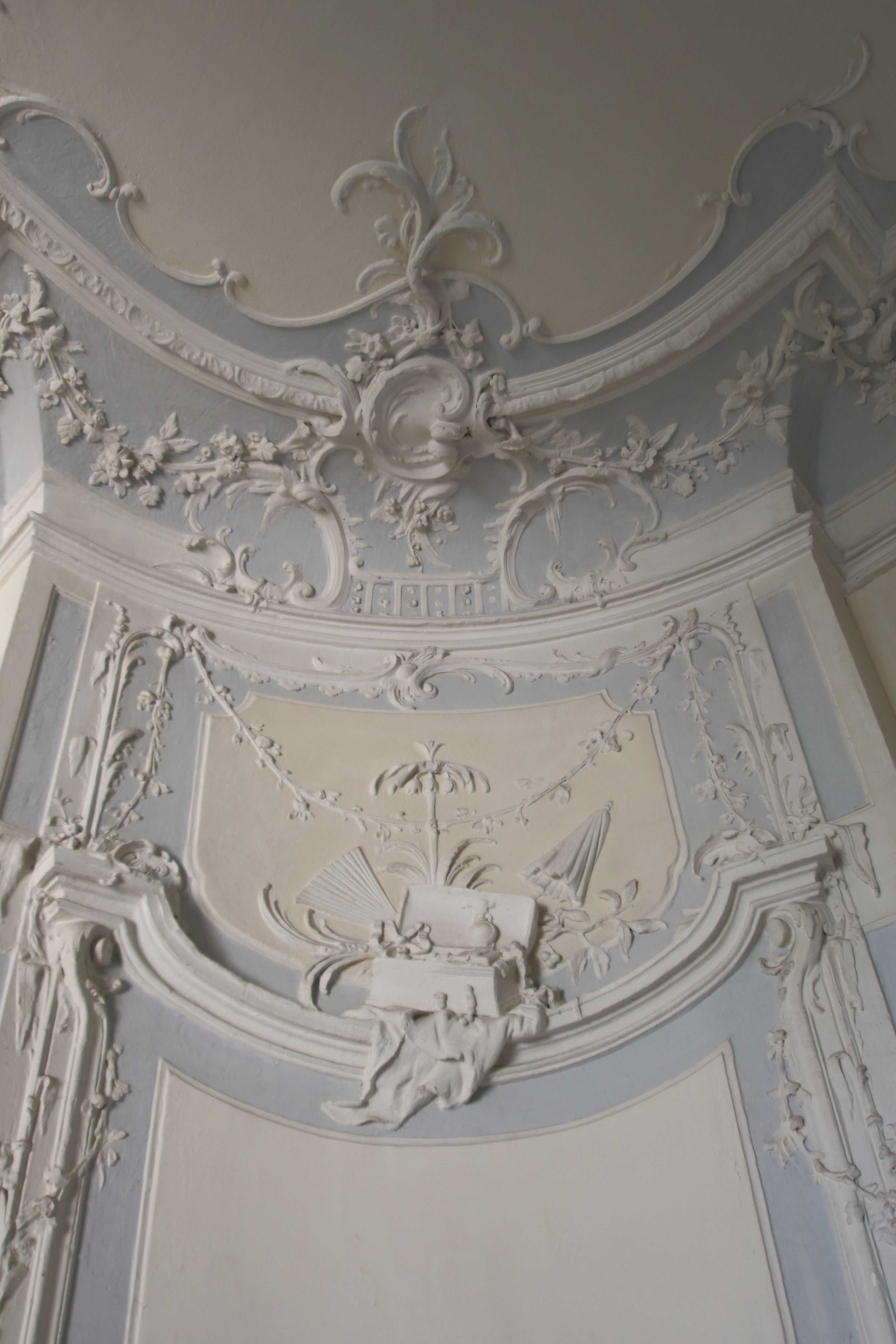
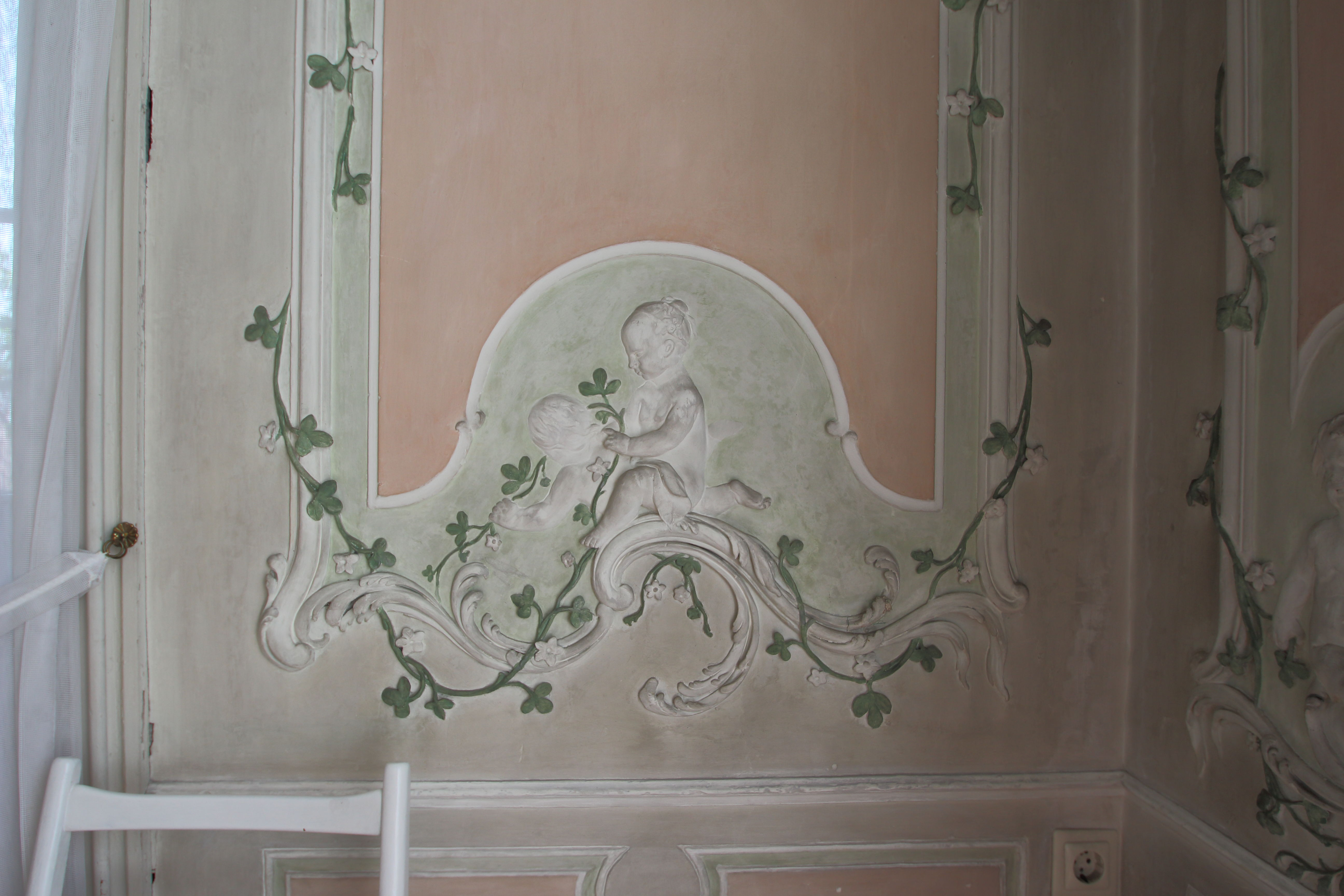